# Ptáčov
Ptáčov je část města Třebíče. Nachází se zde v podstatě jen rodinné domy, mimo ně též zemědělské budovy, dětské hřiště a autobusová zastávka. Ptáčov a jeho okolí spadá do Přírodního parku Třebíčsko, najdeme zde i památný strom Dub u Ptáčova (dub letní), přírodní památky Ptáčovský kopeček (s výskytem koniklece velkokvětého) a Ptáčovské rybníky. Ve vesnici žije 208 obyvatel.

## Umístění
Zastavěné území místní části Ptáčov je od místní části Nového Města vzdáleno vzdušnou čarou 1,6 km. Z Nových Dvorů od pekárny vede do Ptáčova cesta dlouhá zhruba 2 km, vede kolem vodní nádrže Lubí. Ptáčov je napojen na silnici č. 23 přípojkou o délce 1,8 km.
V okolí Ptáčova bylo založeno několik rybníků; ve směru na Třebíč Starý rybník, Hrachovec, Nohavička, ve směru na Pocoucov Nový rybník a Židloch. Na západ od Ptáčova teče přes vodní nádrž Lubí stejnojmenný potok, východně pak teče Klapovský potok; oba se pak vlévají do Jihlavy.

## Historie
U Ptáčova byly nalezeny kosti pravěkých zvířat: mamuta, soba, divokého stepního koně a pratura.
Ptáčov býval vyhledávaným místem umělců. Pobýval zde několikrát Vítězslav Nezval nebo malíř Bedřich Vaníček a národní umělec Josef Brož. Inspiroval se zde také třebíčský umělec Ladislav Novák.
Od svých sedmi let zde v letech 1919–1927 žil u Josefa a Bernardy Mitiskových – sourozenců své zemřelé matky, budoucí parašutista a člen paraskupiny Anthropoid Jan Kubiš.
Integrovanou částí Třebíče se Ptáčov stal k 1. lednu 1980. Cílem tehdy bylo, že se Ptáčov rozroste řadovou výstavbou i dalšími rodinnými domy, pro ně měla vzniknout další zařízení občanské vybavenosti.
| Rok            | 1869 | 1880 | 1890 | 1900 | 1910 | 1921 | 1930 | 1950 | 1961 | 1970 | 1980 | 1991 | 2001 |
| -------------- | ---- | ---- | ---- | ---- | ---- | ---- | ---- | ---- | ---- | ---- | ---- | ---- | ---- |
| Počet obyvatel | 167  | 194  | 201  | 295  | 281  | 284  | 248  | 240  | 246  | 212  | 200  | 181  | 212  |

## Památky
Místní dominantou návsi je kaple sv. Cyrila a Metoděje postavená ptáčovskou obcí v roce 1908. K tisícímu výročí smrti svatého Václava postavili Ptáčovští sochu sv. Václava. Mimo ně zde najdeme několik zachovalých starých rustikálních budov. Na Klapovském potoce je starý mlýn.

Z ptáčovských památek
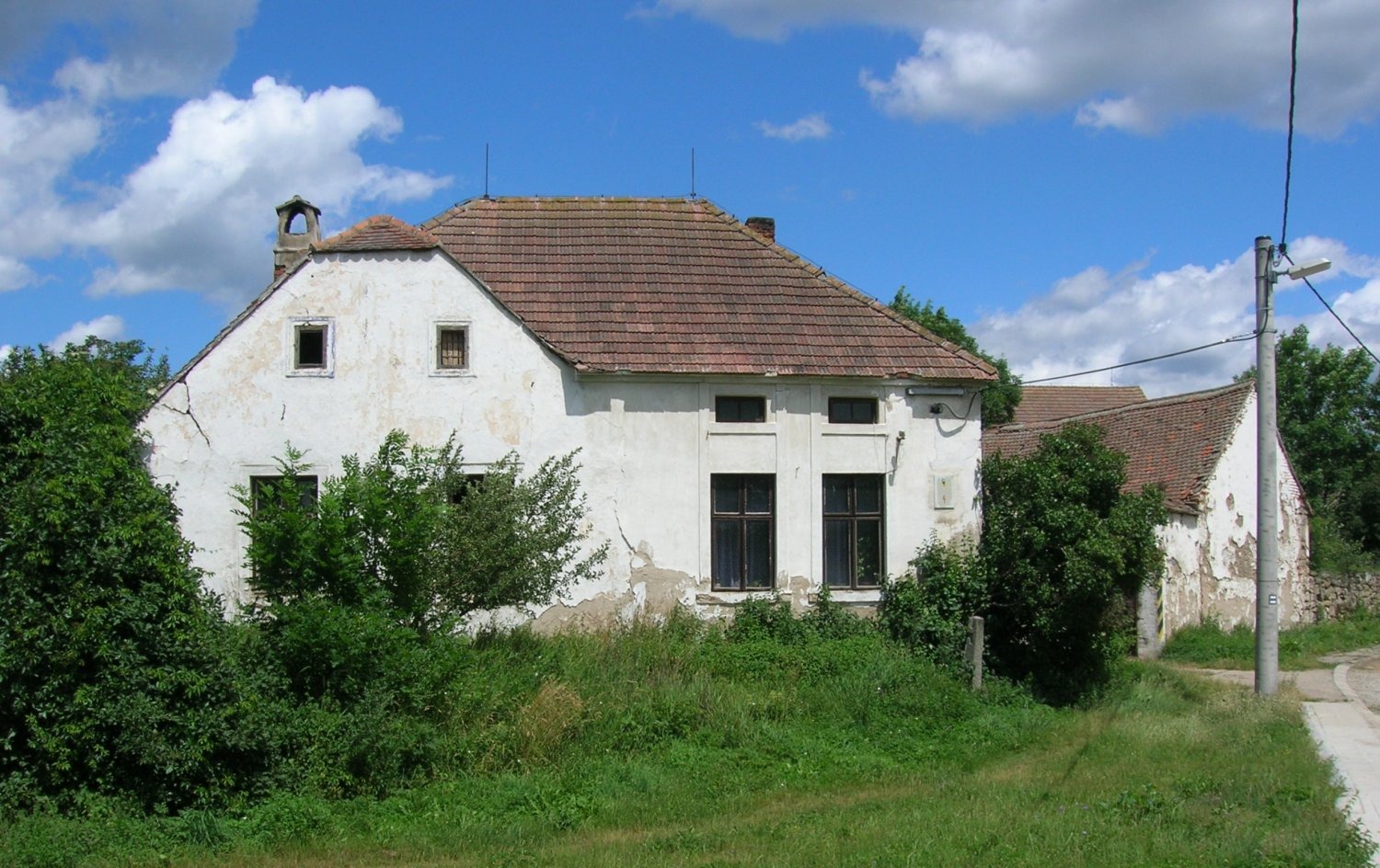
Ptáčovský dům č. p. 19. Staré zemědělské stavení
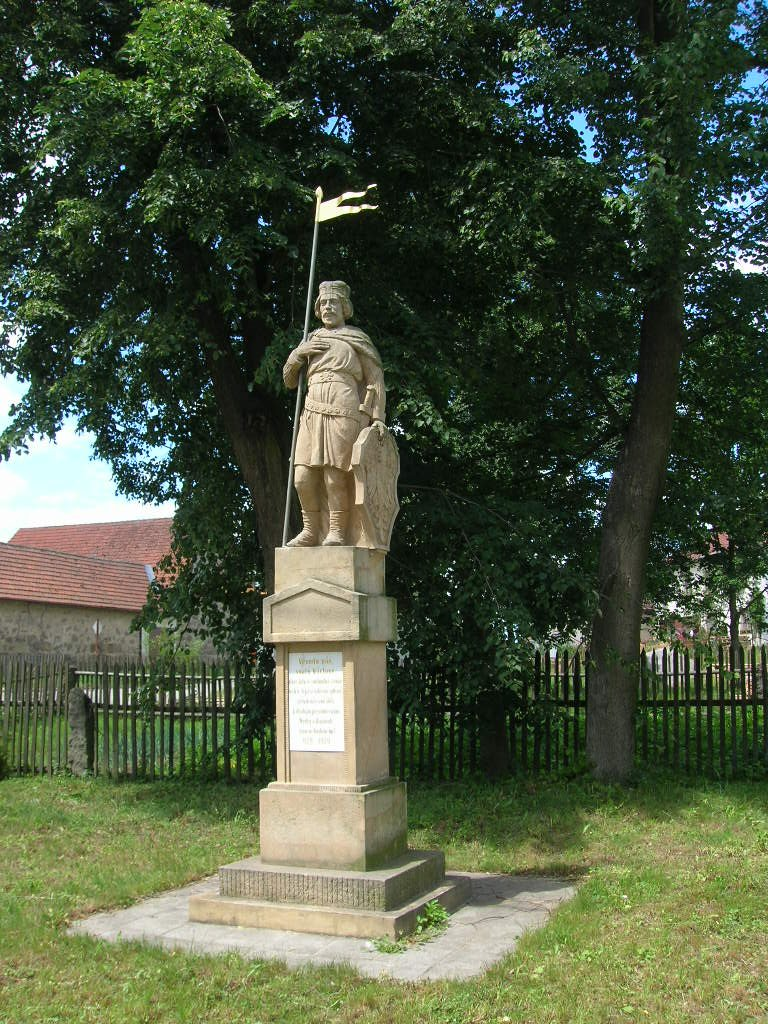
Socha sv. Václava z roku 1929
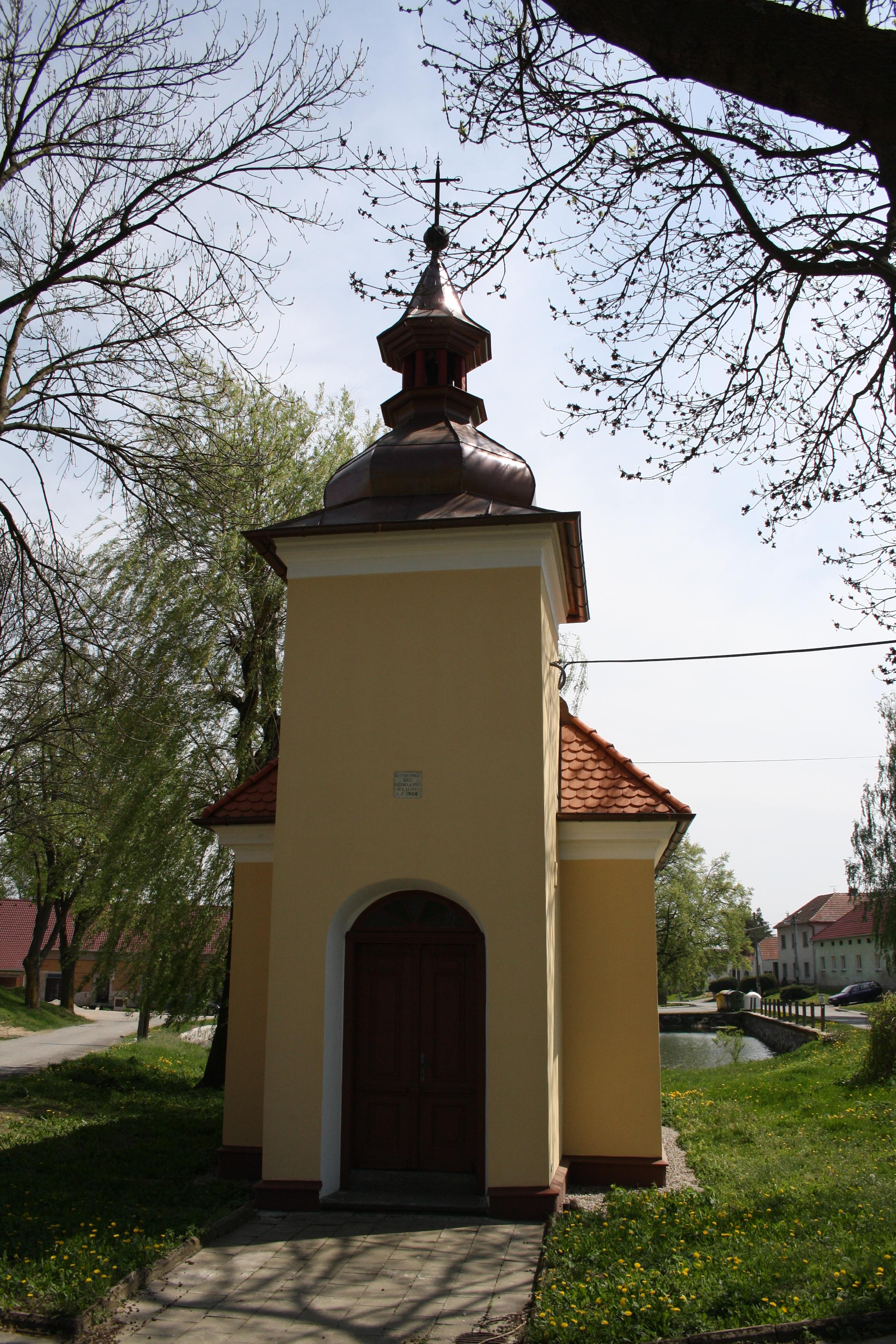
Kaple sv. Cyrila a Metoděje z roku 1908
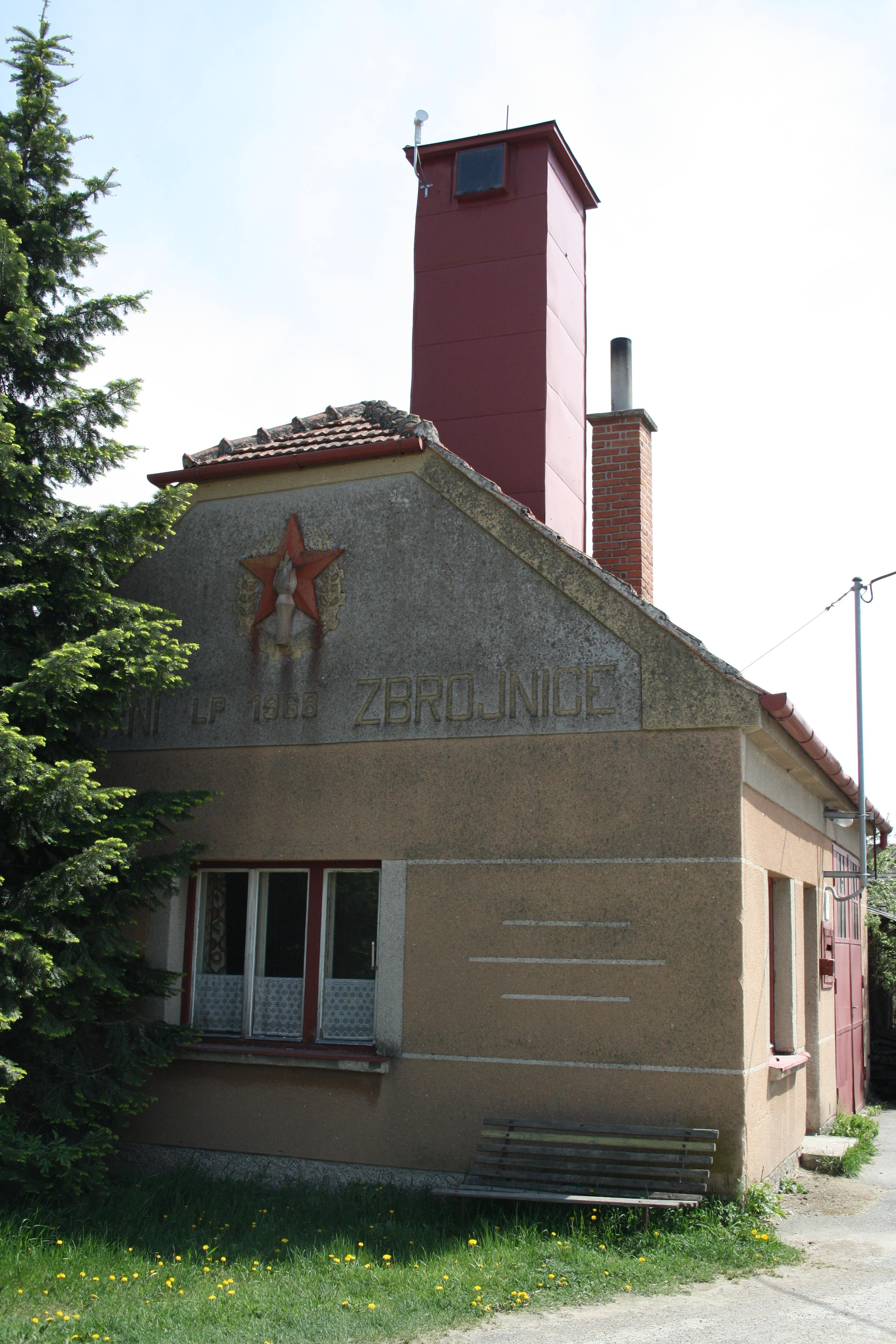
Hasičská zbrojnice s komunistickou výzdobou

## Osobnosti
- Alois Kratochvíl (1889–1964), pedagog, těsnopisec;
- Ludmila Hartmannová Kybalová (1929–2012), historička umění, zemřela v Ptáčově;
- Jiří Sýkora (1995–dosud), vícebojař, juniorský mistr světa v atletice.

## Galerie

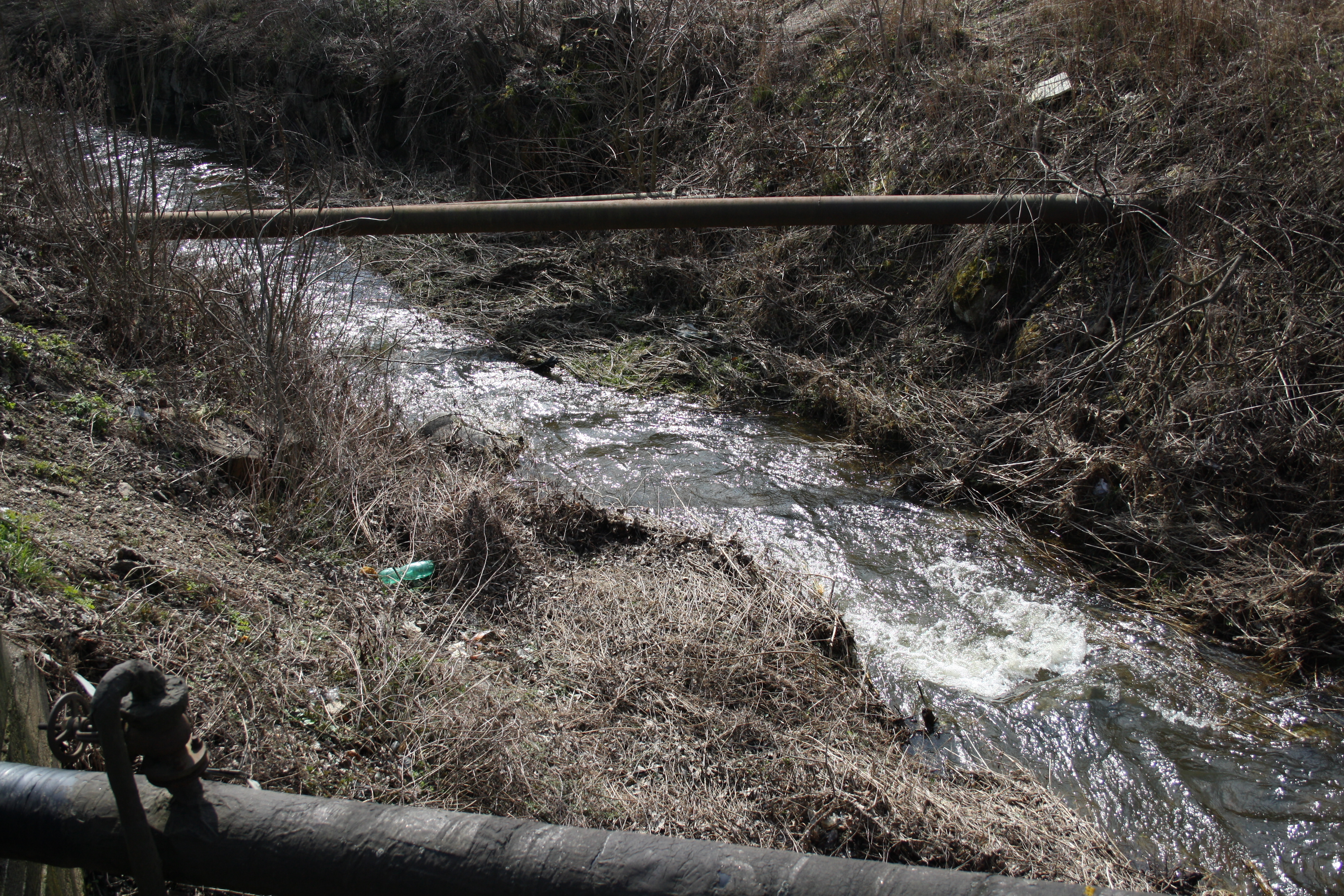
Klapovský potok u ústí do řeky Jihlavy
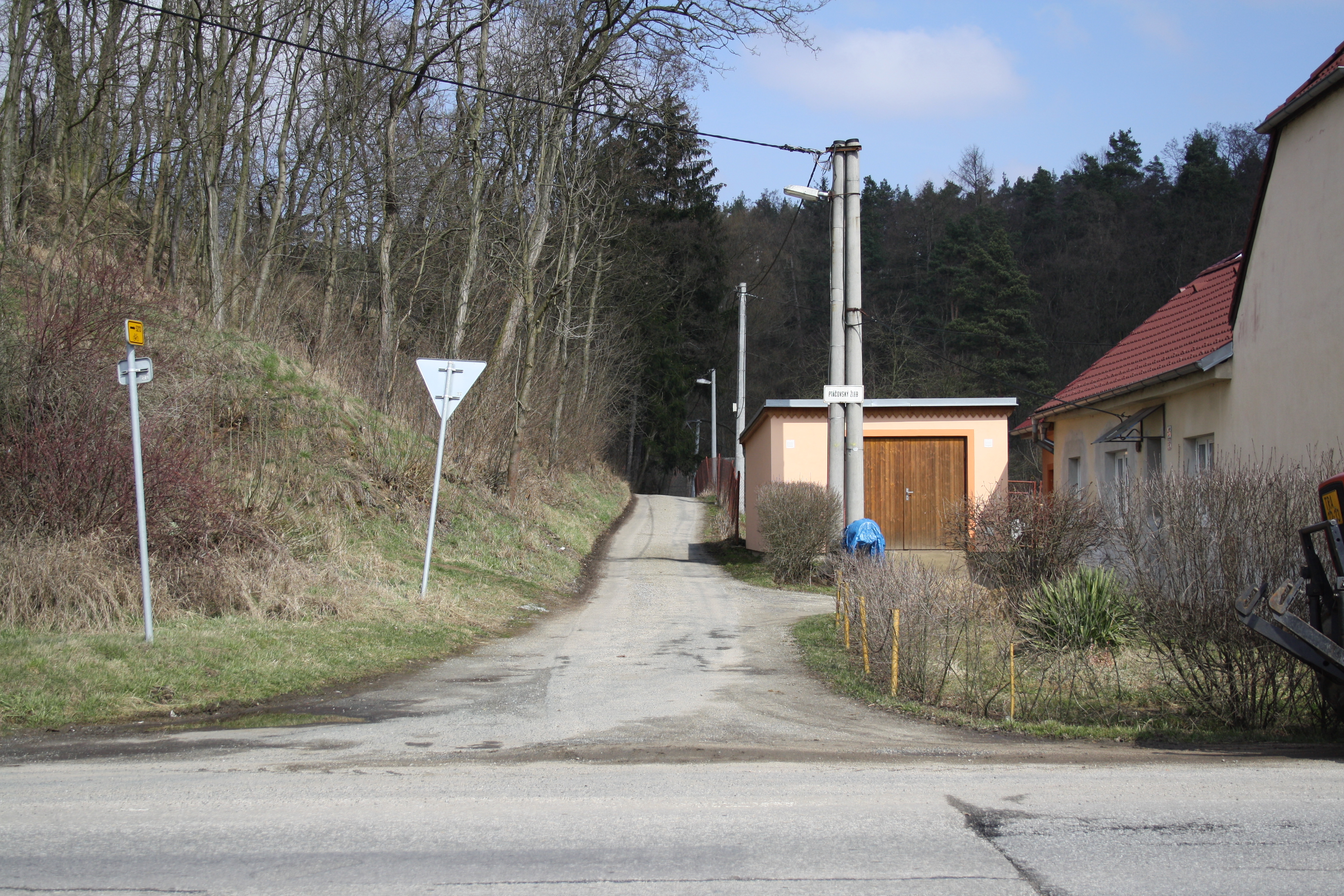
Ptáčovský žleb